# Abu-Yaazzà Yalannur ibn Maynun
Abu-Yaazzà (o Abu-Yazà) Yalannur ibn Maynun (àrab: أبو يعزا يلنور بن مينون, Abū Yaʿazzā (o Yaʿzā) Yalannūr ibn Maynūn), també conegut localment i segons la pronunciació marroquina com Mulay Buazza (àrab marroquí: مولاي بوعزة, mūlāy Būʿazza) (mort en 1177) fou un sufí considerat un sant al Marroc. Procedia d'una tribu amaziga de l'Atlàntic, potser els dukkala, tot i que no se sap amb certesa.
Es va instal·lar a l'Atles mitjà, a Taghya, entre Kasabat Tadla i Rabat, la moderna Mulay Buazza, on va fer vida d'asceta. Fou deixeble del patró d'Azammur, Abu-Xuayb Ayyub ibn Saïd as-Sinhají, conegut com a Mulay Buxib. Va morir d'una epidèmia el 1177.